# Mykola Lytvyn
Mykola Mykhaïlovytch Lytvyn (en ukrainien : Микола Михайлович Литвин) est un ancien chef du service national des gardes-frontières d'Ukraine de 2003 à 2014 et général de l'armée ukrainienne depuis 2008.

## Biographie
Mykola Lytvyn est né le 8 mars 1961 dans une famille paysanne du village de Sloboda-Romanivska du raïon de Novohrad-Volynsky dans l'Oblast de Jytomyr.
Sa carrière militaire a débuté dans le Groupement des forces armées soviétiques en Allemagne en 1979-1980. De 1980 à 1984, il étudie au Collège politique militaire supérieur des troupes du génie et des forces de communication à Donetsk. En 1984-1990, il est stationné dans le district militaire transcaucasien servant dans la 104e division aéroportée de la garde.
De 1990 à 1993, il est étudiant en audit à l'Académie politique militaire Lénine de Moscou. Après avoir obtenu son diplôme, il a servi dans la Garde nationale de l'Ukraine en 1993-1996. En 1996–2001, il est commandant adjoint des troupes internes de l'Ukraine. Au cours de cette période, il est diplômé de l'Université nationale de la défense d'Ukraine (1998). Après avoir obtenu un diplôme militaire à l'Université Harvard en 1997, il est promu de colonel à lieutenant général de l'armée (1999). En outre, la Garde nationale d'Ukraine a été dissoute et pour la plupart réintégrée dans les troupes internes d'Ukraine.
Le 14 juillet 2001, il est nommé commandant des troupes internes d'Ukraine, et quatre mois plus tard, le 12 novembre 2001, il est nommé chef des troupes frontalières, un service d'État indépendant dirigé par Lytvyn. En 2008, il est promu au rang de général de l'armée de l'Ukraine.
Le 6 octobre 2014, le président ukrainien Petro Porochenko a limogé le chef du service national des frontières ukrainien Mykola Lytvyn. Ceci est indiqué dans le décret présidentiel 757/2014 numéro du 6 octobre 2014.

## Vie privée
Mykola Lytvyn est marié et a une fille. Il a également deux frères qui sont des hauts fonctionnaires ukrainiens :
- Volodymyr Lytvyn, homme politique ukrainien, ancien président de la Verkhovna Rada,
- Petro Lytvyn, commandant du Commandement des opérations sud.